# Banská Bystrica (městský hrad)

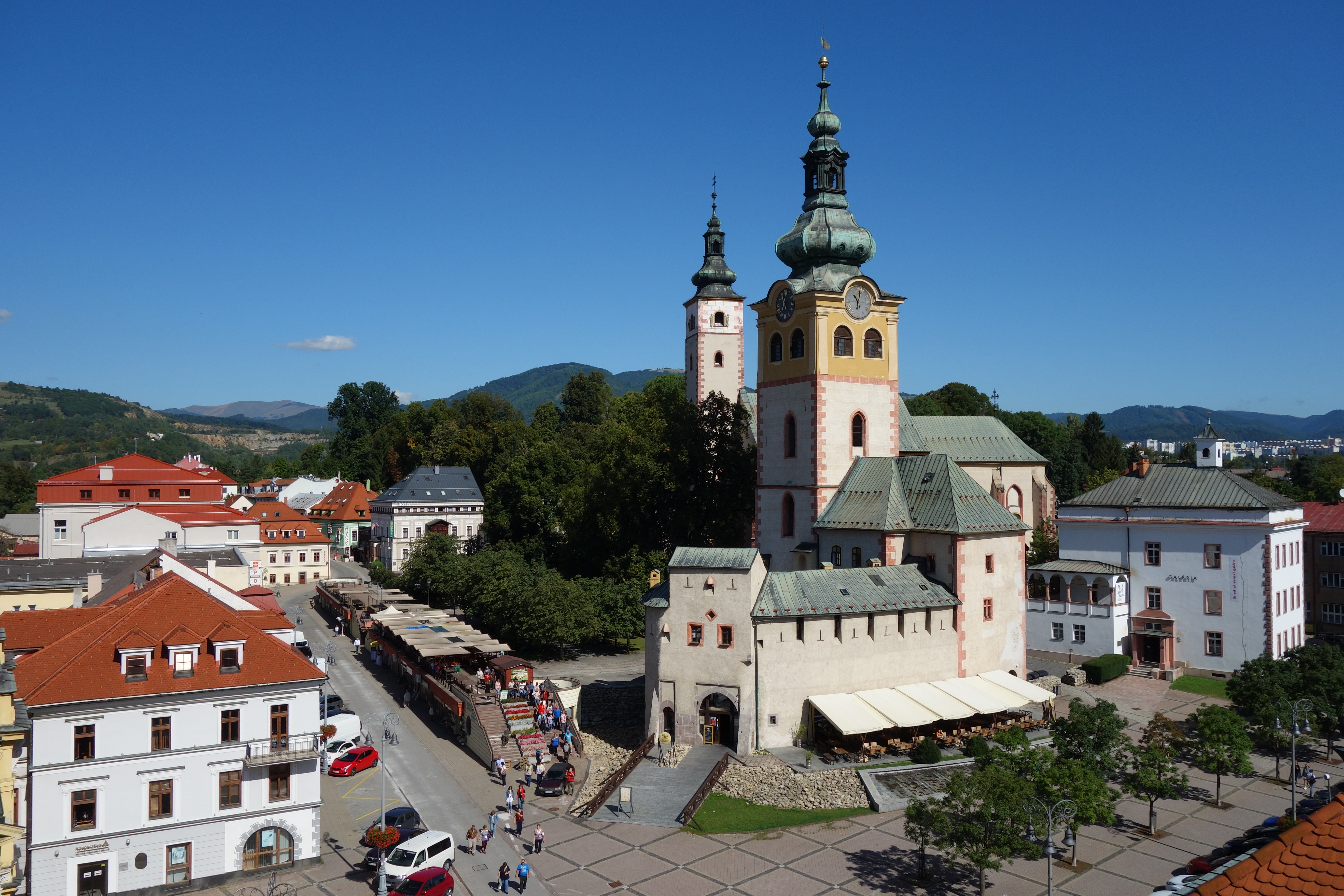
Barbakan a Stará radnice

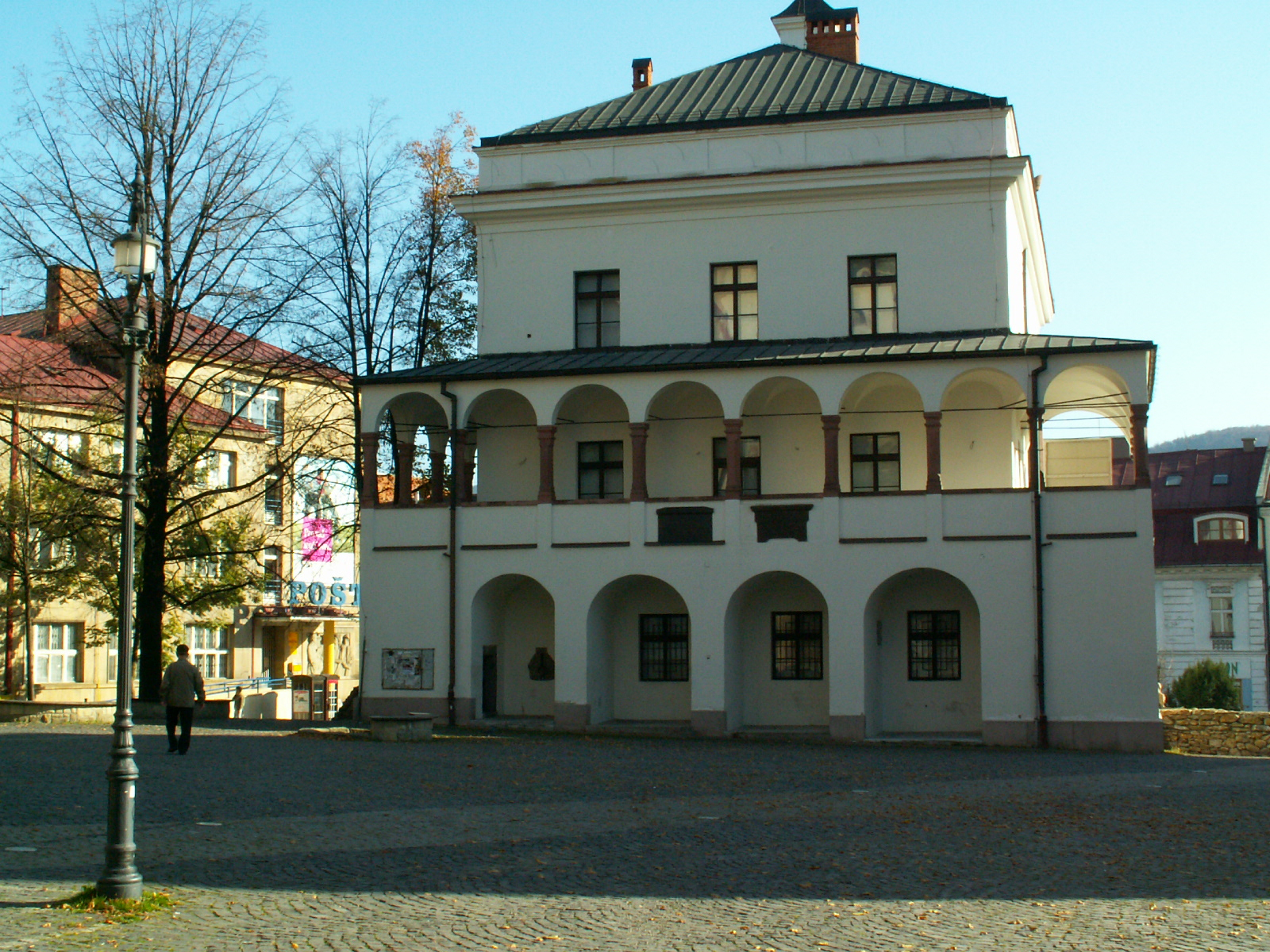
Areál hradu a radnice

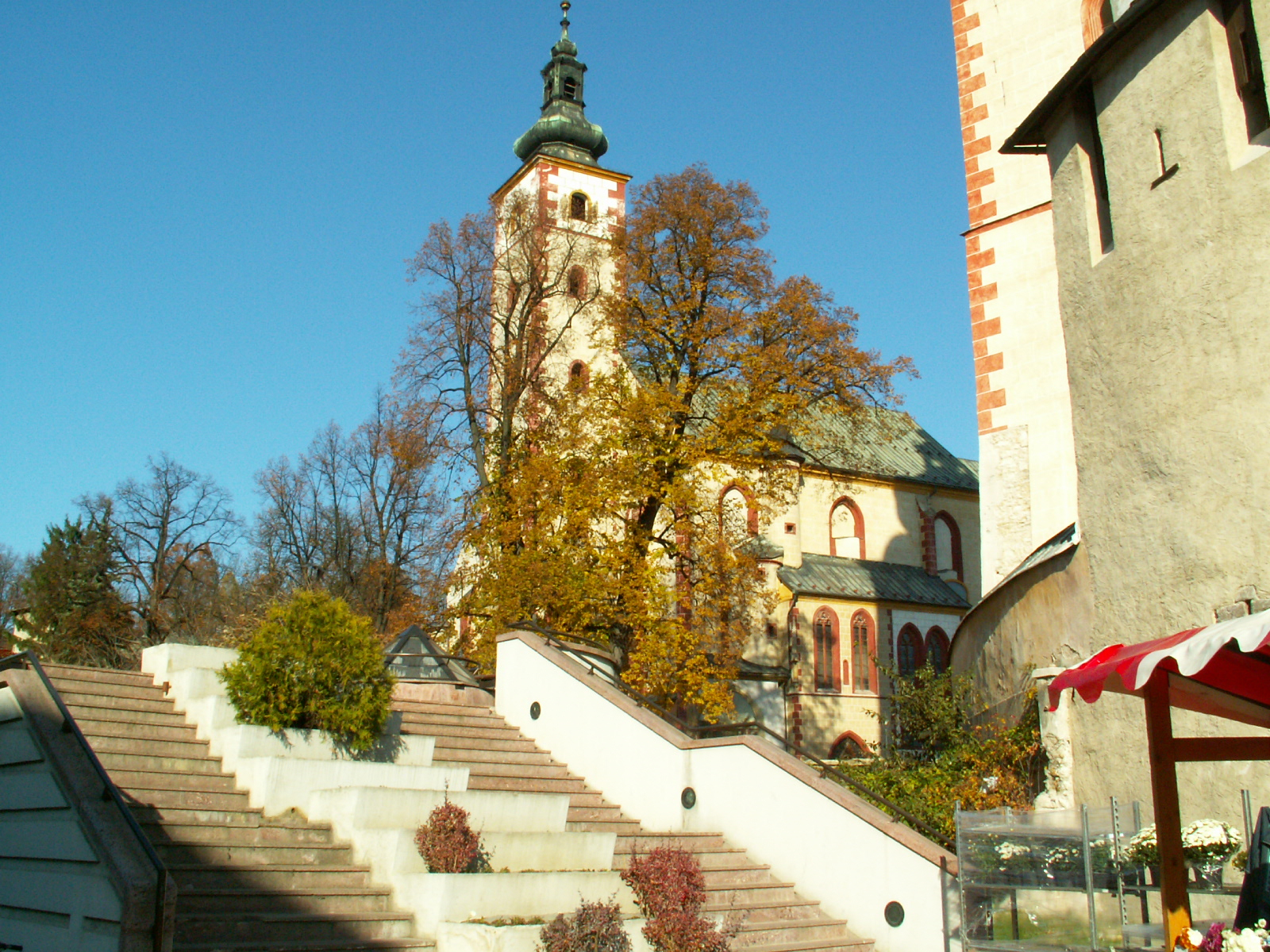
Areál hradu a kostel sv. Kříže

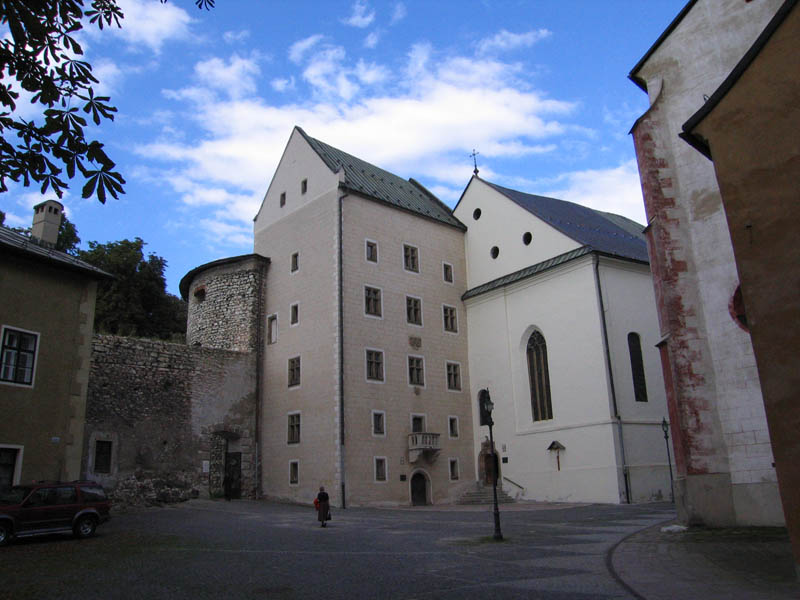
Matějův dům a kostel sv. Kříže

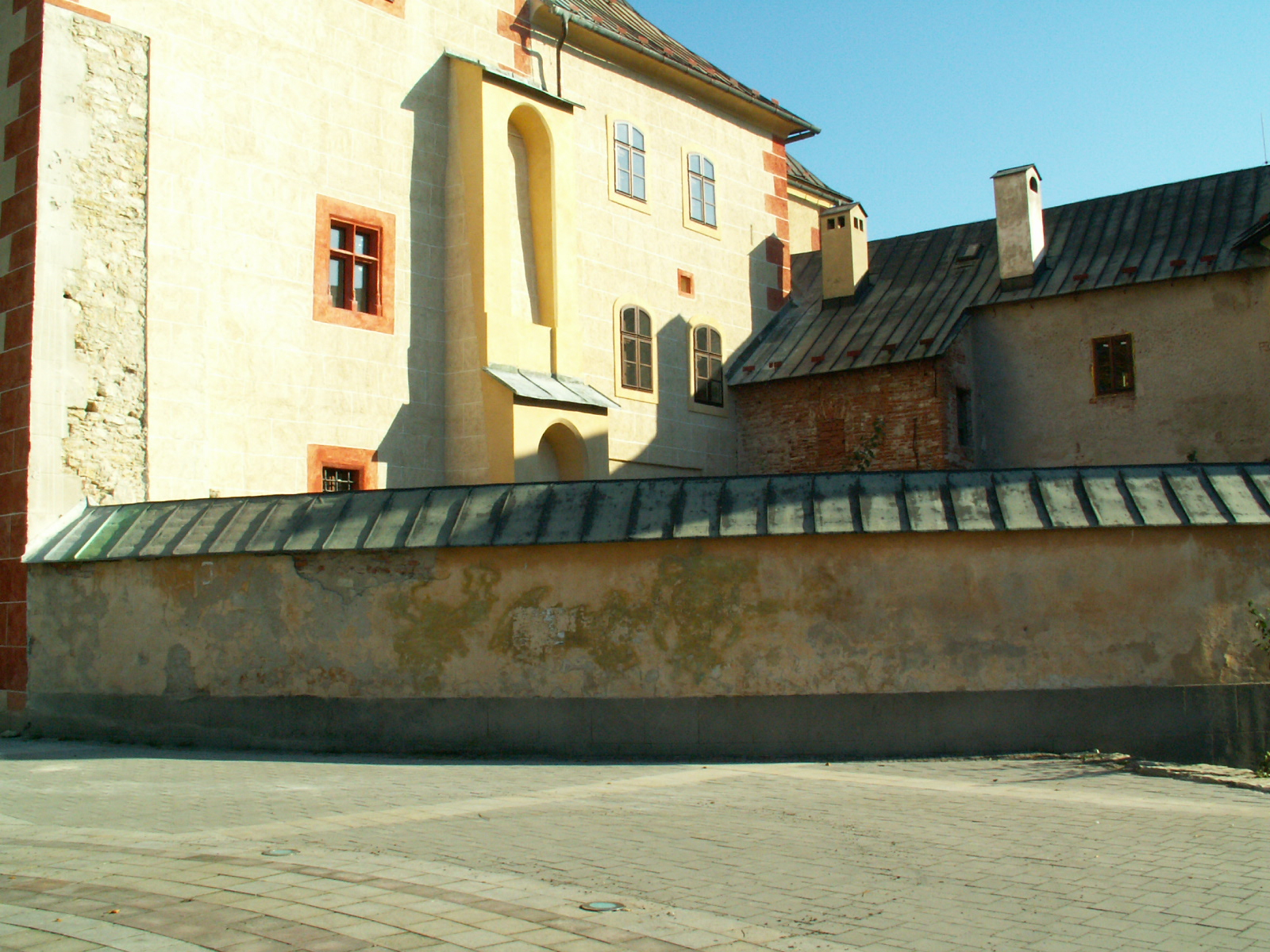
Areál hradu, detail na barbakán

Městský hrad v Banské Bystrici, charakteristická dominanta a symbol historického jádra Banské Bystrice s typickou siluetou dvojice cibulovitých věží, situovaný nahoře na náměstí. Je to národní kulturní památka.

## Dějiny
Městský hrad vznikl vedle staré hornické osady, která předcházela založení města. Už v té době zde stál farní kostel Nanebevzetí Panny Marie, který se později, koncem středověku stal centrem nové pevnosti. Funkcí městského hradu bylo chránit výnosy z těžby drahých kovů, zejména mědi a stříbra, a královskou pokladnici. Sídlil zde zástupce krále a církve, scházela se zde městská rada. Jednotlivé budovy různorodých funkcí byly obehnány společným opevněním, které chránilo patriciát před vnějšími nepřáteli i vnitřními nepokoji, zejména během hornických vzpour.
Areál městského hradu se skládá z kostela Panny Marie, tzv. Matějova domu, tzv. Slovenského kostela, radnice, budovy fary a kamenného opevnění s baštami, vstupní branou s barbakánem, kterým se do areálu vcházelo.
Nejstarší budovou je pozdně farní kostel panny Marie z druhé poloviny 13. století. Původně ho obklopoval hřbitov, na kterém až do 19. století stála románská kostnice.
Banskobystričtí měšťané, inspirováni vzorem městského hradu v Kremnici, opevnili v poslední třetině 15. století prostor kolem farního kostela a postavili tu další budovy patřící samosprávě báňského města, městské správě a králi: gotický dům krále Matyáše Korvína (nazývaný také Matejov dom) vznikl v roce 1479, městská radnice kolem roku 1500; krátce předtím, v roce 1492, dostavěli kostel sv. Kříže, nazývaný i Slovenský kostel, protože sem chodili převážně slovenští obyvatelé, s bohatým vstupním pozdně portálem. Opevnění tvořila vysoká kamenná zeď a kruhové bašty. Nejdůležitější částí opevnění byla vstupní brána s barbakánem, dostavěná v roce 1512, do které se vstupovalo dvěma branami, pro povozy a pro pěší. V té době prošel farní kostel nákladnou stavební úpravou, kterou podnes dokumentuje dochované oratorium s gotickou křížovou klenbou, boční kaple sv. Barbory a pozdně křídlovým oltářem od Mistra Pavla z Levoče a pozdně bronzová křtitelnice od mistra Jodoka.
Typologickou zajímavostí jsou portréty svatých, které iluzivně nahradily konzole pod klenbou v presbytáři. Interiér kostela byl v těch dobách velmi hodnotný, hlavní oltář vyhotovil Mistr Pavel z Levoče a údajně byl ještě monumentálnější než levočský. Podlehl však ničivému požáru v roce 1761; v roce 1767 byl nahrazen barokním oltářem s obrazy od významného rakouského malíře J. L. Krackera. Zhroucenou gotickou klenbu nahradila barokní, s iluzivní architektonickou freskou v presbytáři od A. Schmidta z let 1767–1770. Z tohoto období pocházejí i typické siluety s cibulovými měděnými střechami.
Do městského hradu byla později začleněna i městská radnice. Ve druhé třetině 16. století prošla několika stavebními úpravami, které jí vtiskly dnešní ráz. V roce 1546 byla podstatně rozšířena a přestavěna. Brzy nato, v letech 1564–1565, mistr Peregrinus upravil její průčelí včetně pozdněgotické lodžie a budovu ukončil renesanční atikou z vlaštovčích ocasů.

## Exteriér a interiér
Farní kostel je výrazná gotická architektura s původní románskou věží z dob vzniku objektu. Je jednolodní, s prodlouženým presbytářem a z obou stran přistavěnými kapličkami a oratořemi. Z původní náročné bohaté architektury se zachovaly fragmenty kružeb v lomených oknech, překryté barokní přestavbou, zlomky žánrových výjevů pod římsou, znázorňující sedm hlavních hříchů, několik gotických fiál a baldachýn. Okna kaple si zachovala pozdně plamínkové kružby. Fasádu objektu v gotice pomalovali kvádrováním. K nejlepším výtvarným dílům exteriéru patří reliéf Krista na hoře Olivetské (umístěný na vnější straně kostela v nároží věže) a torzo Zvěstování, z doby kolem roku 1500. Hlavní prostor kostela je klenutý pruskými klenbami. Má jednotné pozdně barokní vnitřní zařízení a nástěnné malby. Barokní úprava respektovala starší, zejména pozdně gotické fragmenty a náběhy žeber. Boční kaple, oratorium a sakristie mají bohaté vzorce pozdně kroužených a hvězdicových kleneb. Z původního zařízení vyniká oltář sv. Barbory a gotická křtitelnice, gotické deskové obrazy; výtvarné detaily jsou instalovány v dalších bočních kaplích.
Slovenský kostel má v barokním členění fasád zachován pozdně portál s přetínavými pruty z konce 15. století.
Matějův, původní královský dům, je bloková vícepatrová stavba, která si navzdory romantické úpravě zachovala původní řešení fasád s výrazným malovaným kvádrováním.
Radnice (Pretórium) prošla několika stavebními úpravami, přesto si zachovala svůj renesanční ráz. Bloková budova se sloupovou arkádou původně navazovala na hradní opevnění. Renesanční přezděné atiky původně ve tvaru vlaštovčích ocasů.

## Současný stav
V roce 2005 proběhla kompletní rekonstrukce prostor městského hradu. Od roku 2009 je v prostorách hradu kavárna a restaurace.

## Přístup
ŽSR, SAD. Hrad je městského typu a přístup k němu je tedy velmi jednoduchý. Nachází se přímo v centru Banské Bystrice na malém náměstí nad hlavním náměstím.

## Okolí
Vedle Matějova domu lze projít tepanou železnou branou na historický hřbitov, kde je pohřbeno několik národních buditelů a spisovatelů. Ze hřbitova jsou působivé pohledy na hradní komplex.
Okolní památky: Městská památková rezervace Banská Bystrica, hrady: Zvolen, Pustý hrad nad Zvolenem, Slovenská Ľupča.

## Zajímavosti
Město je střediskem turistiky, v příměstské části se doporučují tyto hodinové vycházky:
- z Měděného Hamru do doliny Laskomer,
- z Fončordy do Areálu zdraví.
- Malachovskou dolinou do Ortúti k památníku sovětských letců pod Dolnou skálou.
- do lesoparku na Urpín 511 m, Pěkné pohledy na město) a na Vartovku 569 m, kde je pozorovací věž, tzv. "vartovka" z dob tureckých nájezdů, dnes je v objektu po úpravách Krajská lidová hvězdárna).
- Podryba, Šalková - příjemná procházka po hrázi Hronu (viditelné jsou ještě pilíře z tesaných kamenů, které sloužily jako nosníky dřevěných mostin hráze, tzv. "Hrable", k zadržení plaveného dřeva z horehronských lesů).
- do místní části Jakub, kde je naučná stezka (lesostep).

Banská Bystrica je východiskem značených tras do blízkých hor: Kremnické vrchy, Starohorské vrchy, Veľká Fatra, Nízké Tatry, Veporské vrchy a Poľana.

## Zvony
Ve zvonici jsou na ocelové zvonové stolici zavěšené 3 zvony.
| Zvon       | Hmotnost | Průměr | Rok, slévárny      | Tón   |
| ---------- | -------- | ------ | ------------------ | ----- |
| 1. General | 6000 kg  | 201 cm | 1763, Samuel Preis | a °   |
| 2. Median  | 2500 kg  | 160 cm | 1927, Oktáv Winter | ?     |
| 3. Special | 1500 kg  | 135 cm | 1927, Oktáv Winter | dis ' |

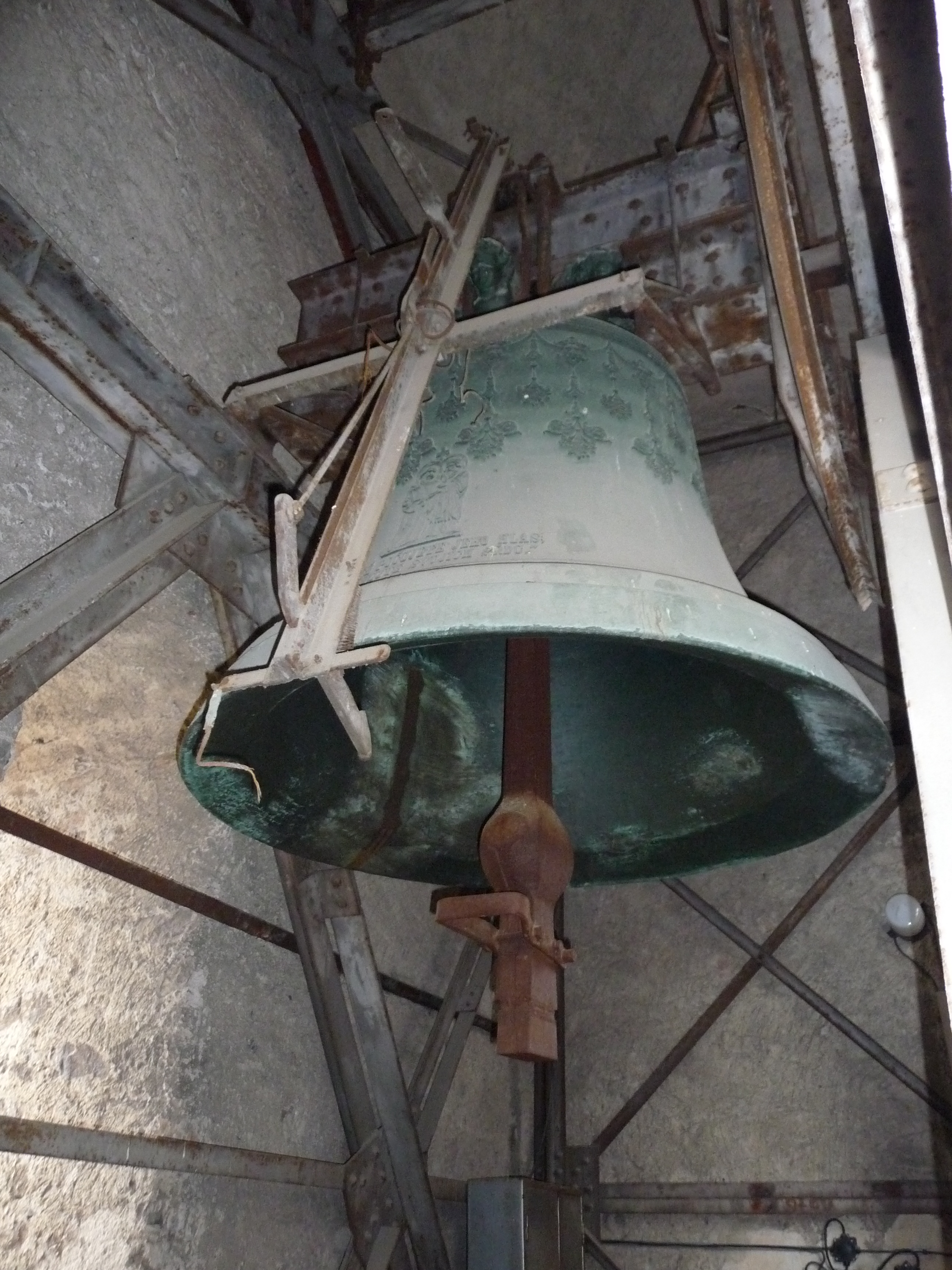
Banská Bystrica - hrad Barbakan - zvon Median
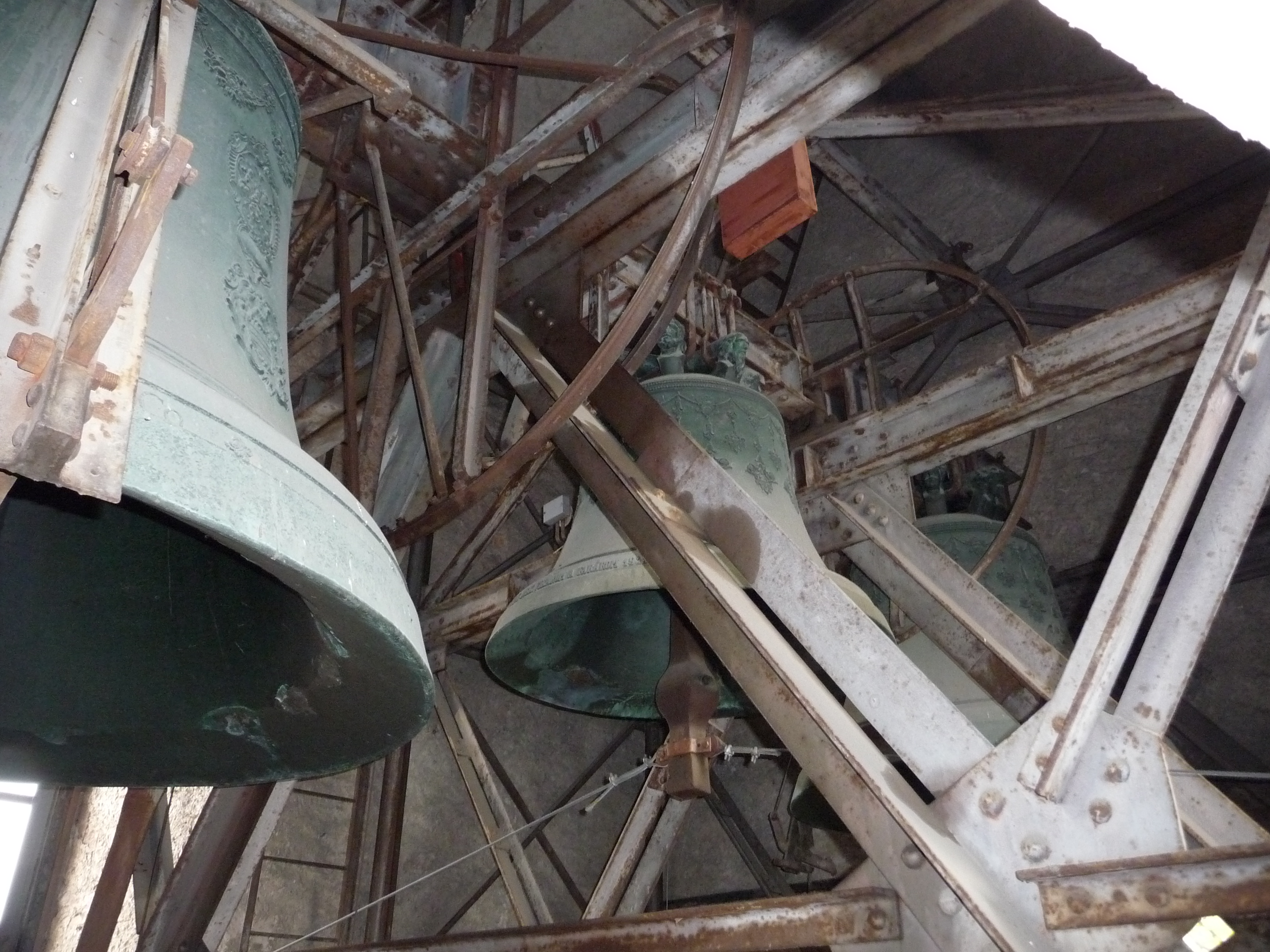
Banská Bytrica - zvony na hradě Barbakan
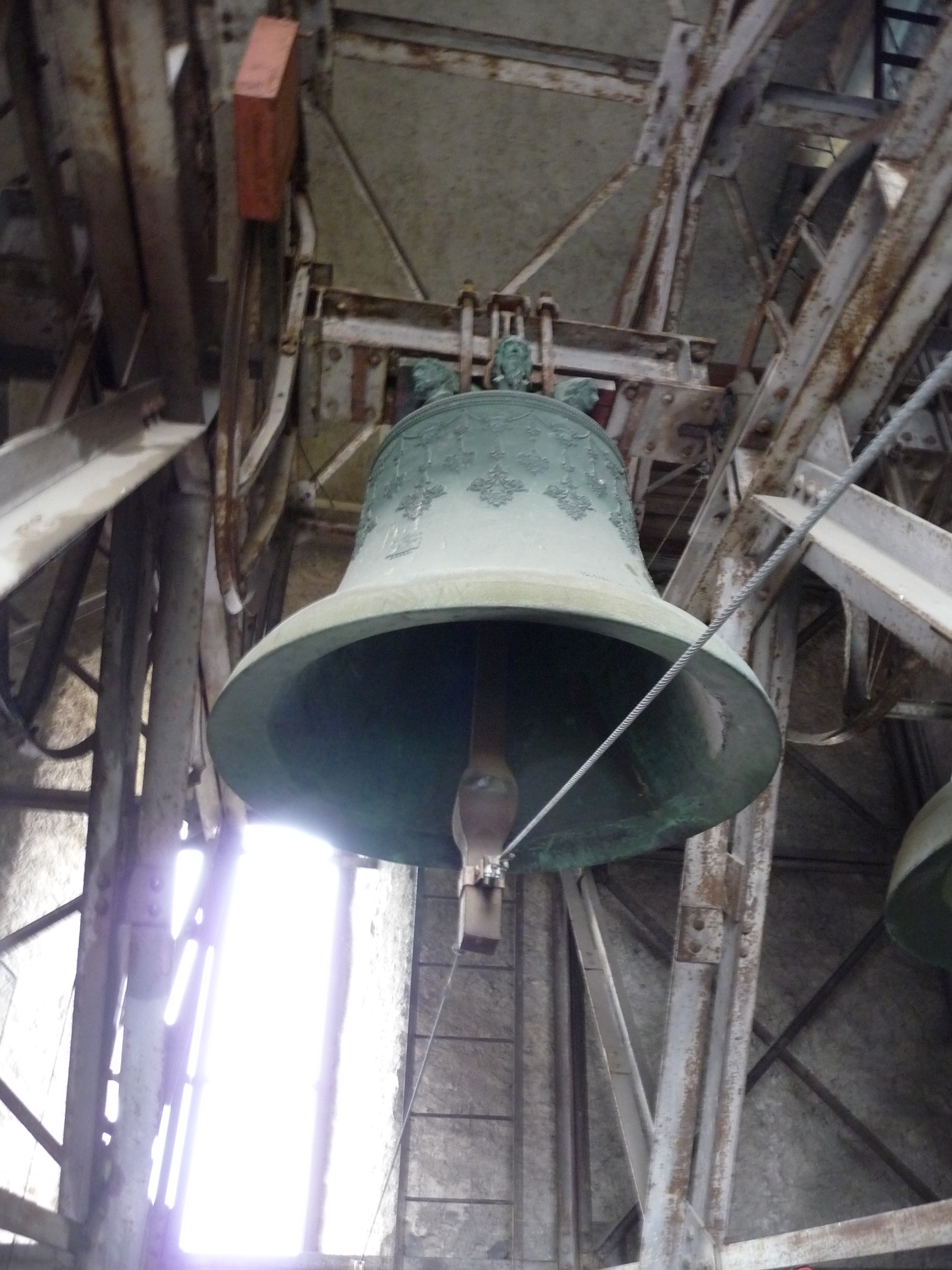
Banská Bystrica - hrad Barbakan - zvon Special

Zvony zvoní každou neděli a svátky v 6:45, 8:15, 10:45 a 16:15. Zvoní pouze zvony General a Special protože zvon Median je prasklý.